# Цюйцзян (Шаогуань)
Цюйцзя́н (кит. упр. 曲江, пиньинь Qǔjiāng) — район городского подчинения городского округа Шаогуань провинции Гуандун (КНР).

## История
Уезд Цюйцзян (曲江县) был образован ещё в 111 году до н.э., когда земли Намвьета были завоёваны империей Хань.
Эти места были заняты войсками коммунистов на завершающем этапе гражданской войны, в сентябре-октябре 1949 года. В ноябре 1949 года урбанизированная часть уезда Цюйцзян была выделена в отдельный город Шаогуань.
В 1950 году был образован Специальный район Бэйцзян (北江专区), и уезд вошёл в его состав. В 1952 году Специальный район Бэйцзян был расформирован, и был образован Административный район Юэбэй (粤北行政区). В конце 1955 года было принято решение о расформировании Административного района Юэбэй, и в 1956 году был создан Специальный район Шаогуань (韶关专区). В 1970 году Специальный район Шаогуань был переименован в Округ Шаогуань (韶关地区).
В 1975 году город Шаогуань опять был выведен из состава округа и подчинён напрямую властям провинции; уезд Цюйцзян был выведен из состава округа и подчинён властям Шаогуаня.
В 1983 году были расформированы округ Шаогуань, и город Шаогуань, и образован городской округ Шаогуань.
Постановлением Госсовета КНР от 29 мая 2004 года район Бэйцзян был присоединён к району Чжэньцзян, а уезд Цюйцзян был преобразован в район городского подчинения.

## Административное деление
Район делится на 9 посёлков.